# Milić Vukašinović
Milić Vukašinović (Beograd, 9. ožujka 1950.) je srpski i bosanskohercegovački glazbenik poznat po angažmanima u Indeksima, Vatrenom poljupcu i Bijelom dugmetu.

## Životopis
Prelaskom u Sarajevo, s 13 godina osniva svoj prvi sastav "Plavi dijamanti". Nakon završetka školovanja, 1965. godine, postaje profesionalni bubnjar u sastavu "Čičci". 
U ljeto 1970. odlazi u Italiju kako bi se pridružio Bregoviću i Redžiću. Po povratku iz Italije, svira u triju 'Mića, Goran i Zoran'. 1971. godine odlazi u London, i tamo ostaje tri godine, da bi se krajem 1974. vratio iz Londona i priključio "Indexima" s kojima je snimio nekoliko singlova. Od kolovoza 1976. postaje član Bijelog dugmeta kao zamjena za bubnjara Ipeta Ivandića. Naredne godine osniva trio "Vatreni poljubac" s kojim je kao kompletni autor, pjevač i gitarista snimio 9 studijskih i 5 solo albuma. Paralelno s time autor je, producent i aranžer na desetine hitova narodne glazbe (naročito za Hanku Paldum), koje su u ukupnom skoru ostvarile tiraž od više milijuna nosača zvuka.
Nakon rata objavio je dva solistička albuma i nastavio suradnju s mnogim srpskim i bosanskohercegovačkim pjevačima.
Milić Vukašinović živi i radi u Beogradu. Godine 2008. sudjelovao je u serijalu Big Brother-VIP.

## Diskografija

### Bijelo dugme, albumi
- 1976. - Eto! Baš hoću!

### Vatreni poljubac

#### Singlovi
- 1978. Doktor za rokenrol"
- 1978. „Tvoje usne su bile moj najdraži dar"
- 1978. „Navrat-nanos i na svoju ruku"
- 1978. „Od želje da te ljubim hoću prosto da poludim"

### Albumi
- 1978. Oh, što te volim joj
- 1979. Recept za rokenrol
- 1980. To je ono pravo
- 1980. Bez dlake na jeziku
- 1982. Živio rokenrol
- 1985. Iz inata
- 1986. 100% rokenrol
- 1992. Sad ga lomi
- 1996. Doktor za rokenrol
- 1999. Sve će jednom proć',samo neće nikad rokenrol
- 2001. Seksualno nemoralan tip
- 2003. Ima Boga